# Mandilou-Leuchtturm
Der Mandilou-Leuchtturm (griechisch Φάρος Μανδηλού) steht auf der südlichen Erhebung der griechischen Insel Mandilou.
Der 15,9 km weiter östlich gelegene Leuchtturm auf Kap Fassa im Norden der Insel Andros wurde 1917 als unzureichend bewertet, um die Straße von Kafirea (griechisch Στενού του Καφηρέα) auszuleuchten, und so plante man den Bau eines neuen Leuchtturms auf Mandilou am westlichen Ende der Straße. 1925 wurde der Leuchtturm auf der 72 m hohen Spitze der südlichen Erhebung der Insel in Betrieb genommen.   
Der 10,60 m hohe, runde Turm hat einen Durchmesser von etwa 4 m. Das Signallicht befindet sich in 82,91 m Höhe und hat eine Tragweite von 15 sm. Das Lichtsignal hat eine Frequenz von 20 s mit einem Lichtblitz von 1 s, einer Dunkelphase von 3 s, einem zweiten Lichtblitz von 1 s, einer weiteren Dunkelphase von 3 s und einem dritten Lichtblitz von 1 s und einer Dunkelphase von 11 s.
Während des Balkanfeldzugs besetzte die Wehrmacht 1941 den strategisch wichtigen Leuchtturm. Als die Deutschen 1944 zum Rückzug gezwungen waren, sprengte man jedoch den Turm. Er wurde wieder hergestellt und 1945 wieder in Betrieb genommen. Wie die griechische Volkszählung von 1981 zeigt, war der Leuchtturm zu dieser Zeit noch mit zwei Wärtern ständig besetzt.